# 陈贞慧 (明末)
陈贞慧（1604年—1656年），字定生，江苏宜兴人，明末清初散文家。长子陈维崧爲清代文人，四子陈宗石爲侯方域女婿。

## 生平
父陳于廷是東林黨人。陈贞慧是復社成员，文章风采，著名于时，与冒襄、侯方域、方以智，合称明季四公子。曾與吳應箕、顧杲共議聲討阮大鋮，由吳起草《留都防亂公揭》，為阮所恨。弘光帝時阮大鋮入朝，迫害簽署《留都防亂公揭》者，陳貞慧因而在1644年九月十四日入獄鎮撫司，後由侯方域奔走營救，以數千金賄朝中高官，才得脫。
曾参加抗清活动，兵败后隐居不仕，遺民故老時時向陽羨山中，一問生死。

## 著作
另著有《雪岑集》、《皇明語林》、《山陽錄》、《書事七則》、《秋園雜佩》等，合稱《陳定生先生遺書三種》。
也有说陈撰有《過江七事》，專記南明弘光帝政權的七件大事，目分「計迎立」、「正糾參」、「禁緝事」、「護總憲」、「裁鎮將」、「防左鎮」、「持逆案」，然此说不确。